# Kulturpalast (Dresden)

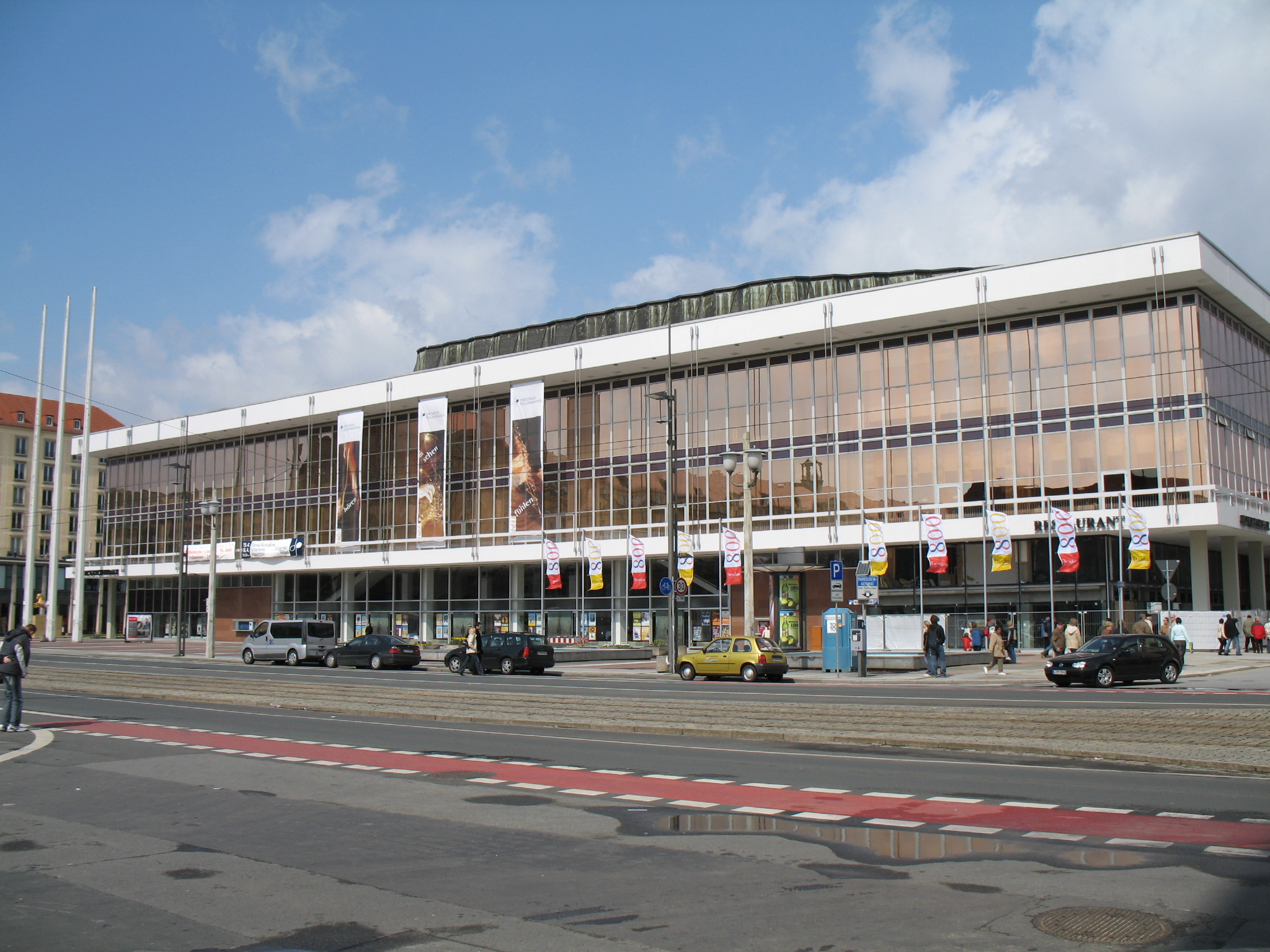
Kulturpalast Dresden, Sicht vom Altmarkt/Wilsdruffer Straße (2006)

Der Kulturpalast Dresden ist ein modernistischer DDR-Bau des Architekten Wolfgang Hänsch. Er wurde dafür 1970 mit Herbert Löschau (1932–2005) mit einem Ersten Preis für das beste Bauwerk des Jahres geehrt.
Das Haus wurde 1969 eröffnet und hatte den größten Mehrzwecksaal der Stadt Dresden, der für Konzerte, Tanz- und Unterhaltungsveranstaltungen sowie Tagungen und Kongresse genutzt wurde. Nach einem mehrjährigen Umbau samt Einbau eines neuen Konzertsaales wurde er im April 2017 wiedereröffnet.
Der im Gegensatz zur sonstigen Platzbebauung im schmucklosen Stil der internationalen Moderne als Solitär wirkende, quaderförmige Baukörper mit einer Grundfläche von rund 100 mal 70 Metern schließt den Altmarkt an der Nordseite als Teilbebauung an der Wilsdruffer Straße ab. Östlich der Schloßstraße und südwestlich des nahen Neumarktes gelegen befindet er sich genau im Zentrum der am 13. Februar 1945 weitgehend zerstörten historischen Altstadt. Durch den seit 2005 laufenden Wiederaufbau des barocken Neumarktes erhält der Kulturpalast eine Nachbarbebauung an der nördlich gelegenen Rückseite.

## Geschichte

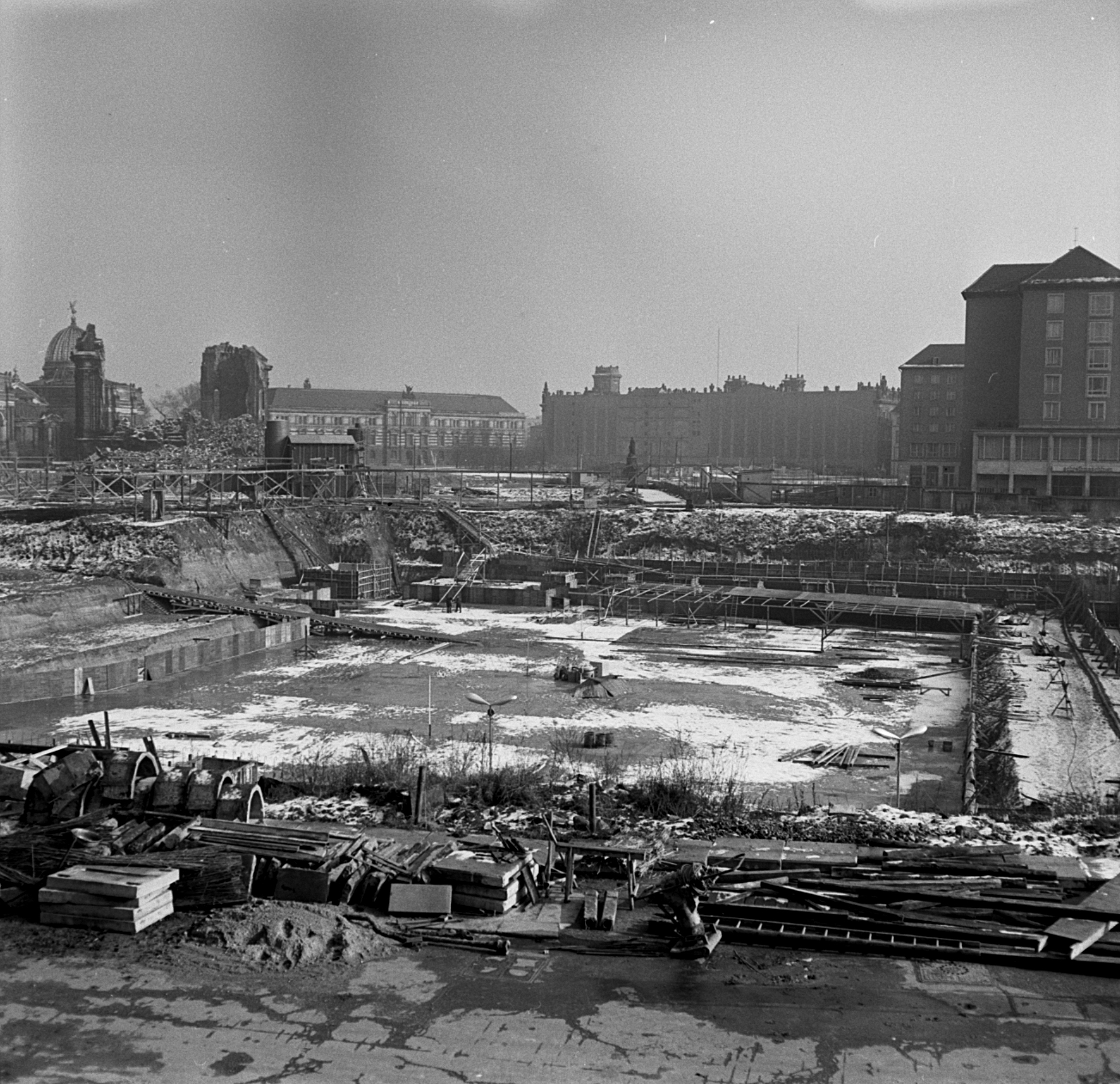
Fundamente des Kulturpalasts (1967)

### Planung und Bau

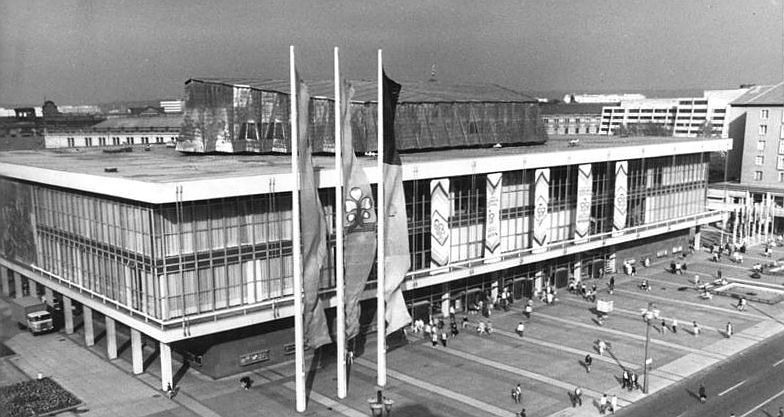
Kulturpalast (1985)

Ursprünglich war der Kulturpalast als sozialistisch-klassizistischer Ensemblebau geplant. In den weiteren Planungen wollte man ein Hochhaus im Stil der sieben Moskauer Schwester-Hochhäuser errichten. Nach den „16 Grundsätzen des Städtebaus“ und dem Aufbaugesetz der DDR im Jahr 1950 sollten die Prinzipien des sozialistischen Städtebaus nun in der DDR verwirklicht werden. Ein wichtiger Grundsatz lautete: zentraler Platz – zentrales, stadtbildprägendes Hochhaus und breite Magistralen. Der Kulturpalast sollte ursprünglich diese Funktion der Höhendominante übernehmen. Eine Verwirklichung des Projektes in den 1950er Jahren blieb aber aus.
Realisiert wurde der Kulturpalast in den 1960er Jahren als kulturelles Zentrum der Stadt und des Bezirks Dresden als quaderförmiger Baukörper mit einer Traufe von 19,35 m auf Basis der architektonischen Planung von Leopold Wiel. Ein zunächst geplantes drittes Geschoss und eine Tribüne für die Paraden auf der Ernst-Thälmann-Straße wurden nicht ausgeführt.

### Brandschutzsanierung 2007
Durch nicht fachgerecht durchgeführte Umbaumaßnahmen in den 1990er Jahren wurde eine Sanierung von Brandschutzvorrichtungen nötig, die eine fünfmonatige Schließung des Kulturpalastes ab dem 19. März 2007 erforderte. In den Wochen vor Beginn der Sanierung wurden während der Veranstaltungen Feuerwehrfahrzeuge direkt neben dem Kulturpalast postiert.

### Letzte Jahre
Seit 2008 steht der Kulturpalast unter Denkmalschutz. Der „Palast“ hat, die Aufgaben einer Stadthalle erfüllend, eine wichtige Funktion im Kulturleben der Stadt. Betreiber ist die städtische Konzert- und Kongressgesellschaft mbH Dresden. Hauptnutzer ist die Dresdner Philharmonie.
Jährlich diente er als Hauptspielstätte für das Dixieland-Festival. 2011 wurde er beim Evangelischen Kirchentag als Organisationszentrum, Hauptinformations- und Veranstaltungsort genutzt.
Am 23. Juli 2012 fand mit Das Brückenmännchen lädt ein – Der kleine Vampir die letzte Vorstellung vor dem Umbau des Kulturpalastes statt. Danach wurde das Haus geschlossen und komplett ausgeräumt.

## Gebäude

### Bis 2012

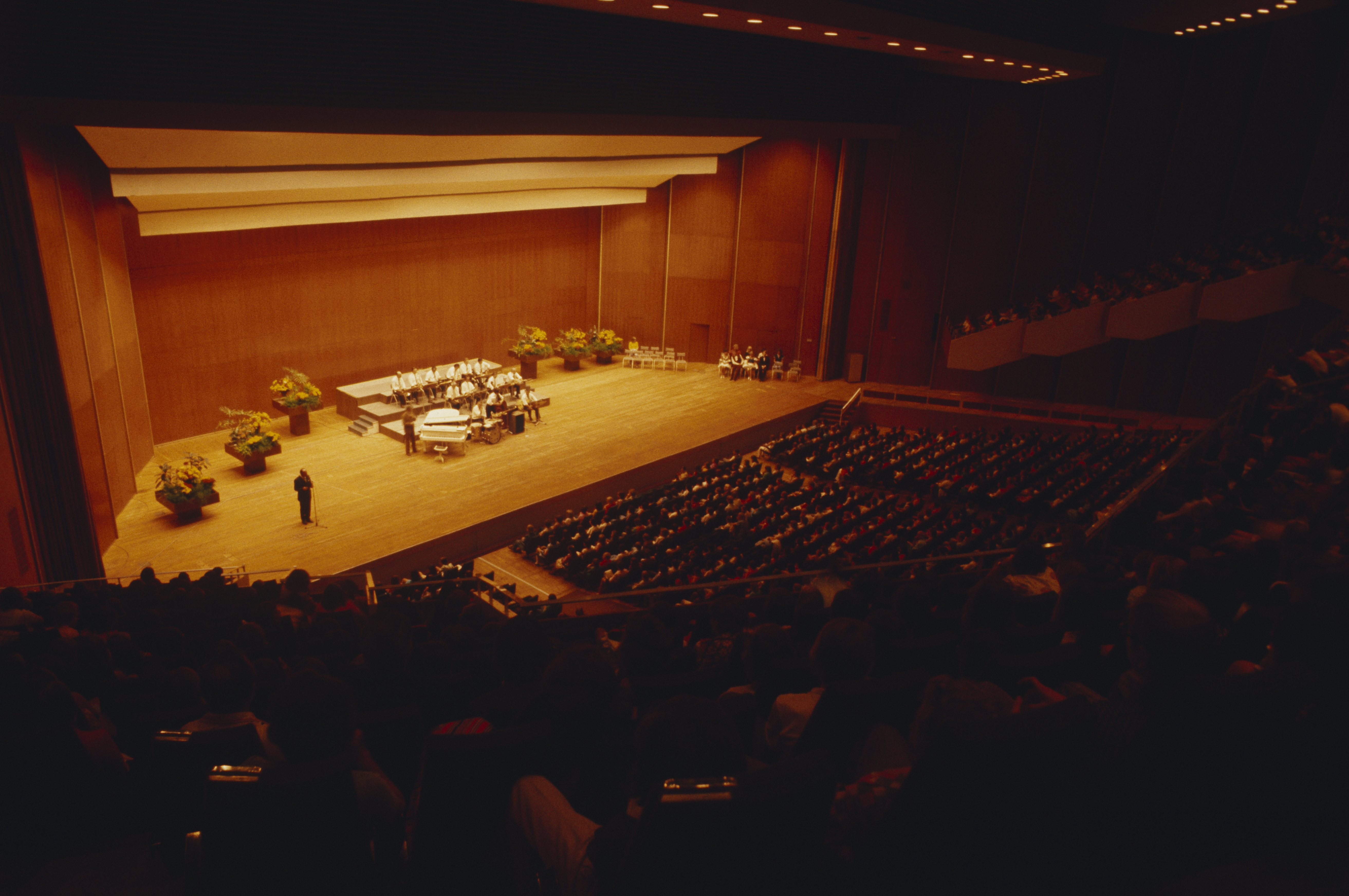
Festsaal um 1975

Der multifunktionale Festsaal mit bis zu 2435 Plätzen (früher 2740) war durch das besondere „Kippparkett“ in einen komplett mit festen Sitzreihen und Überhöhung bestuhlten Zuschauerraum oder in einen Bankettsaal mit ebenem Boden im Bereich des Parketts vor der Bühne verwandelbar.
Der Festsaal wurde in seiner Raumakustik für die Multifunktionalität optimiert. Er konnte auf die Nutzung als Konzertsaal oder für elektronische verstärkte Musik- oder Sprachveranstaltungen durch veränderbare Absorptions- oder Reflexionsflächen angepasst werden.
Neben dem großen Saal hatte der Kulturpalast ein Studiotheater mit 192 Sitzplätzen, Seminar-, Proben- und Einspielräume, Foyerebenen, Bürotrakte sowie ein Restaurant mit Tagungsmöglichkeit.
Nach außen zeichnet sich der Festsaal durch das aus dem quaderförmigen Grundbaukörper herausragende Dach mit der Grundfläche eines symmetrischen Trapezes aus.
Das originale Architekturmodell war 2019 im Platten-Museum von Mathias Körner in der Harthaer Straße 20 in Dresden-Gorbitz zu sehen.

### Wandbild

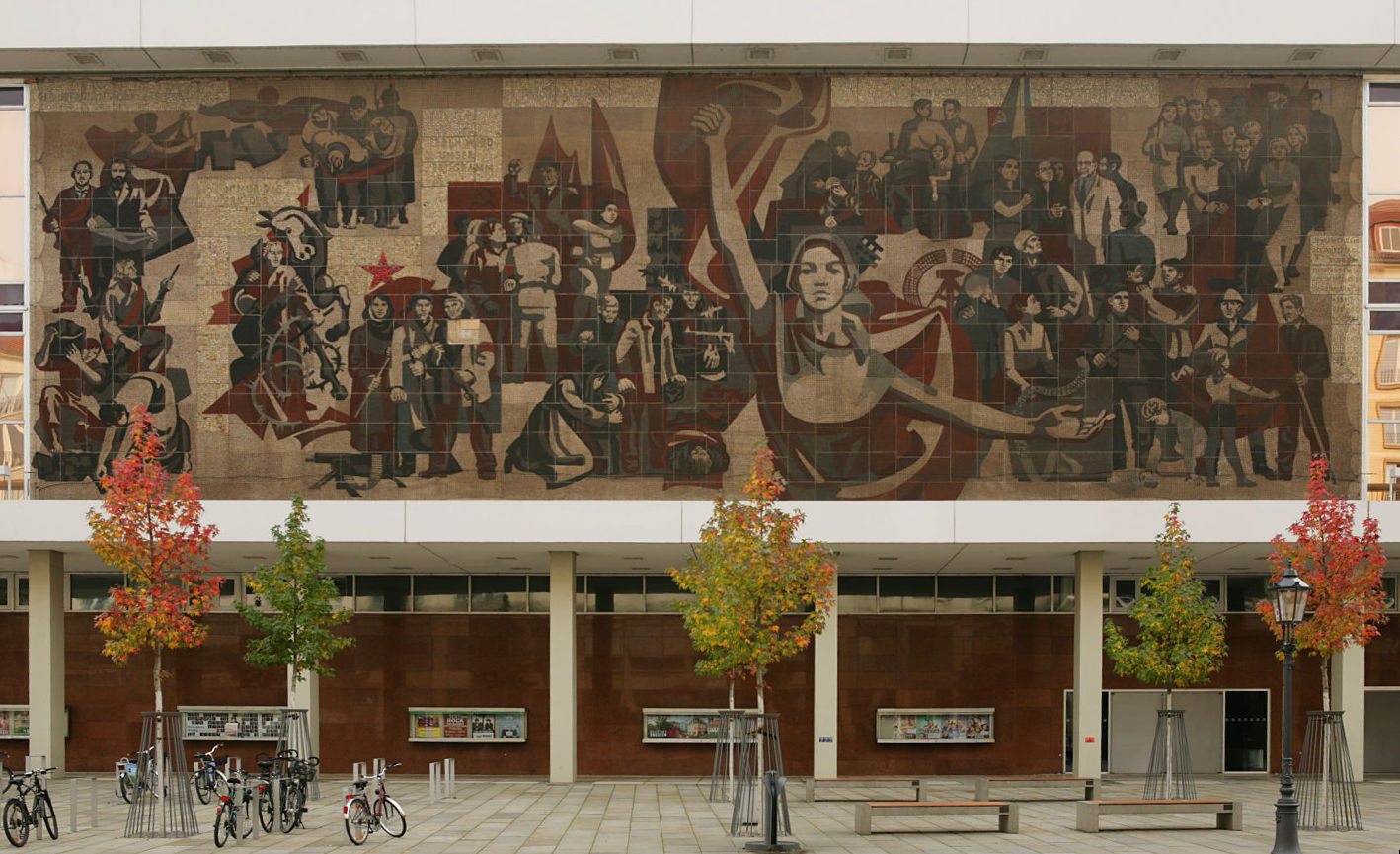
Wandbild Der Weg der roten Fahne (2012)

Die Westseite des Gebäudes nimmt das 30 Meter mal 10,5 Meter große Wandbild Der Weg der roten Fahne ein. Es ist seit 2001 als Kulturdenkmal ausgewiesen. 1968 wurde Gerhard Bondzin mit der Erarbeitung der Entwürfe beauftragt. Das Wandbild wurde bis 1969 durch eine Arbeitsgemeinschaft der Hochschule für Bildende Künste Dresden umgesetzt. Der Arbeitstitel lautete: „1849 – 1969: 120 Jahre Kampf der revolutionären Kräfte der Stadt für Fortschritt und Sozialismus“.  Dem Künstlerkollektiv gehörten neben Bondzin (künstlerischer Leiter) auch Alfred Hesse (Mitwirkung an Übertragungsarbeiten), Gerhard Stengel (künstlerische Technologie), Gerhard Präkelt (Architekt), Emil Spiess (Studienorganisation), Martin Hänisch (Schriftgestaltung), Wolfgang Richter (Fachinstrukteur) und Studenten des 3. und 4. Studienjahres der Fachrichtung Wandbildgestaltung an. 
Das Wandbild besteht aus zweischichtig aufgebauten Betonplatten. Diese sind über Stahlanker und ein fünf Zentimeter dickes Mörtelbett mit der Außenwand (Ziegelmauerwerk) des Gebäudes verbunden. Die bildgebenden Oberflächen bestehen aus Waschbeton, farbigem Glaskrösel und Kieselstein. Für den Auftrag der Glaskrösel auf die Waschbetonoberfläche fand das elektrostatische Verfahren Anwendung – eine Technik, die bei einem Wandbild dieser Größe erstmals angewendet wurde. Das Wandbild wurde 2016 saniert.
Die Textinschrift im Wandbild lautet: „Die Befreiung der Arbeiterklasse kann nur das Werk der Arbeiterklasse selbst sein. Leben wird unser Programm. Trotz alledem wir sind der Sieger der Geschichte!  Gewidmet dem 20. Jahrestag der DDR. Entstanden in sozialistischer Gemeinschaftsarbeit der Hochschule für Bildende Künste Dresden“
Der Wandfries Unser sozialistisches Leben von Heinz Drache und Walter Rehn in den Abmessungen 45 m × 1,90 m im 1. Obergeschoss wurde beim Umbau erhalten.

### Türen

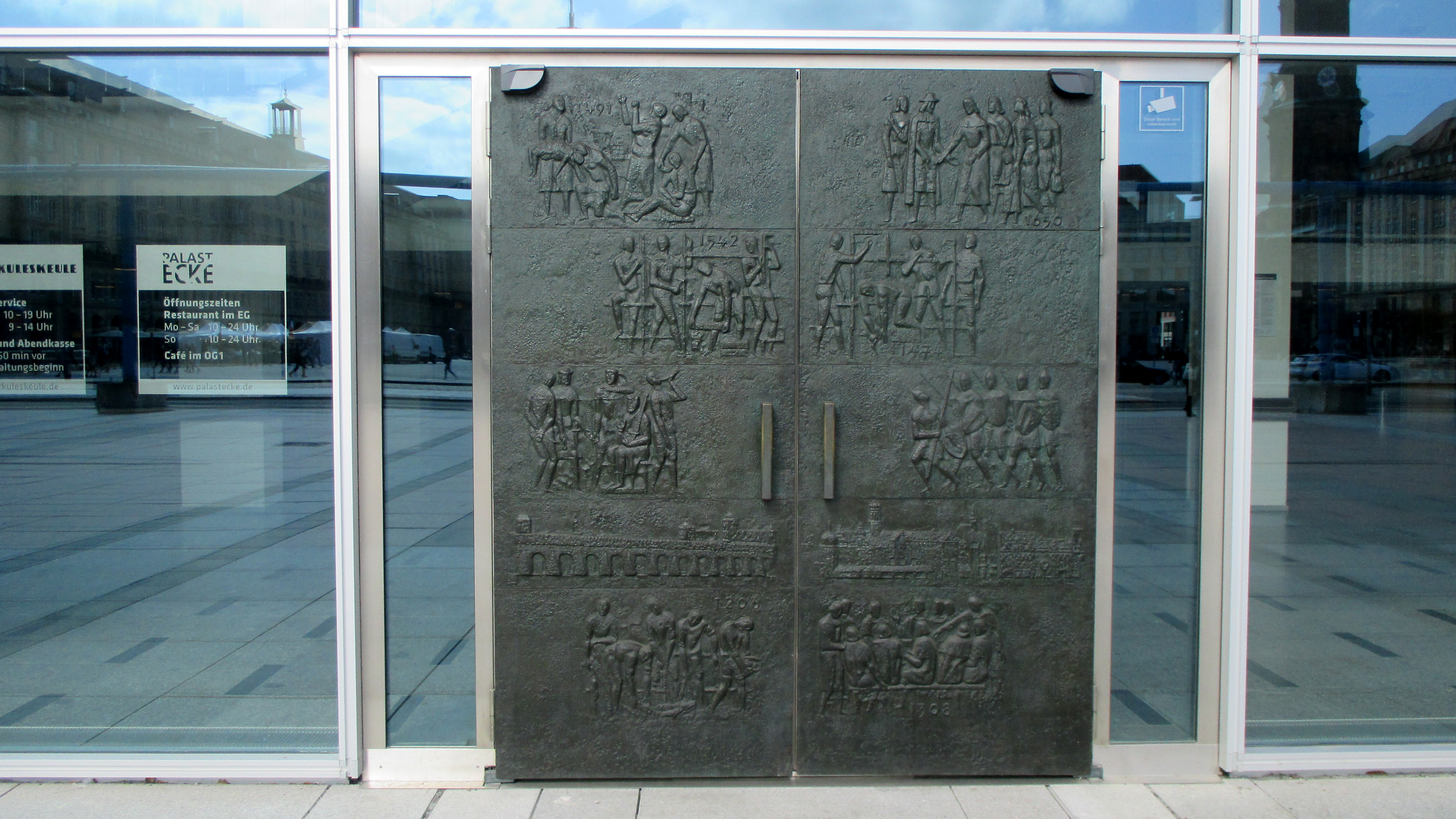
Kulturpalast Dresden: Eingangstür nach Umbau

Die fünf bronzenen Haupteingangstüren schuf Gerd Jaeger 1969. Sie stellen die Entwicklung Dresdens vom Fischerdorf zur Großstadt dar. Der Bronzeguss der Türen erfolgte durch die Gießerei Pirner & Franz in Dresden.

### Brunnen
Vor dem Gebäude wurden 1969 an der Wilsdruffer Straße drei Wasserspiele angelegt. Im Zuge der Baumaßnahmen für die Tiefgarage am Altmarkt wurden die Brunnen entfernt. Dabei handelte es sich um Terrazzobecken mit den Abmessungen 7,90 mal 8,55 Meter. In den Becken befanden sich jeweils eine Strahlenfontäne auf einer Fläche von 3 mal 3 Meter, am Beckenrand waren jeweils 24 kleine Häufchenfontänen installiert.

## Ansichten

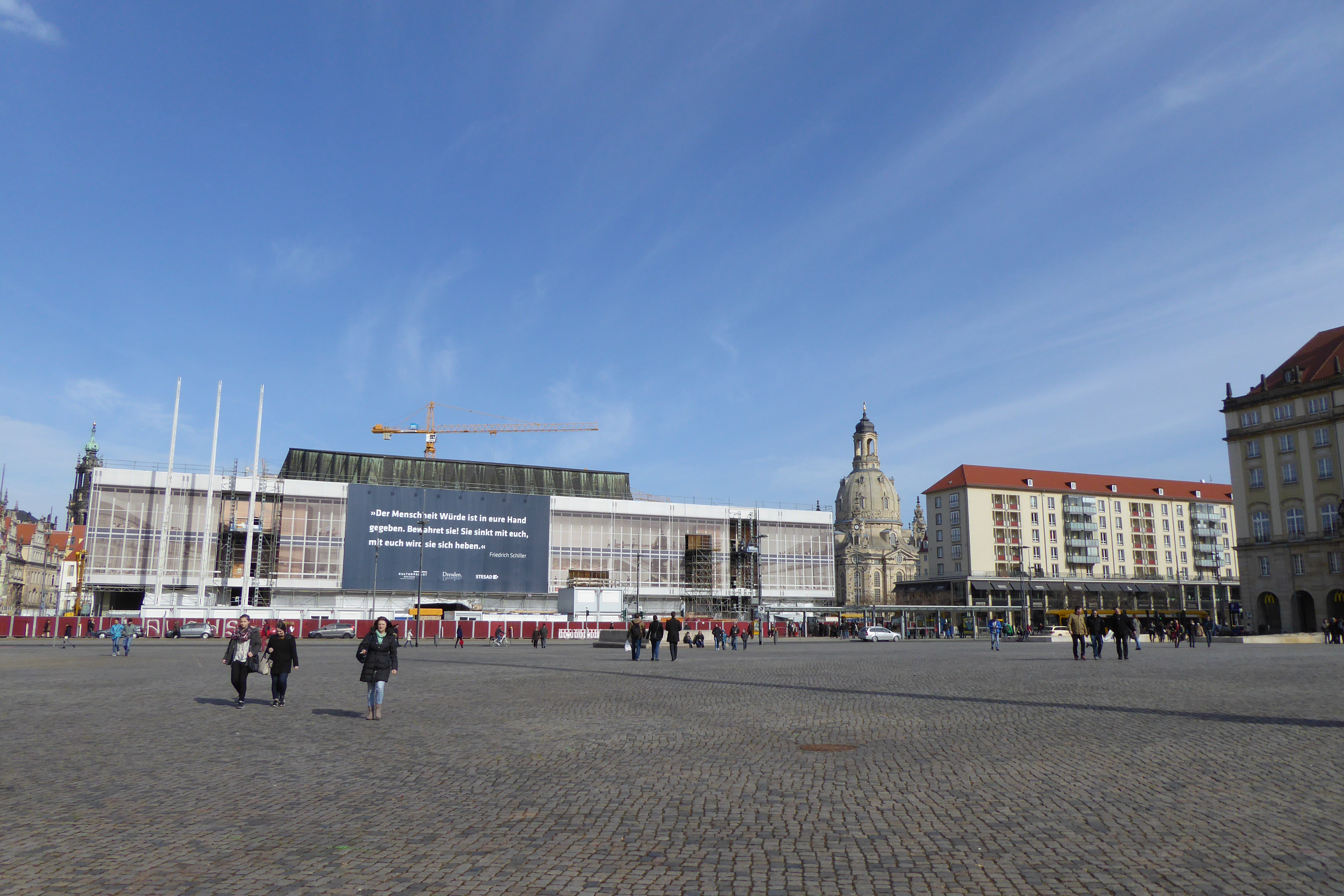
Blick über den Altmarkt zum Kulturpalast, dahinter die bis 2005 wiederaufgebaute Frauenkirche
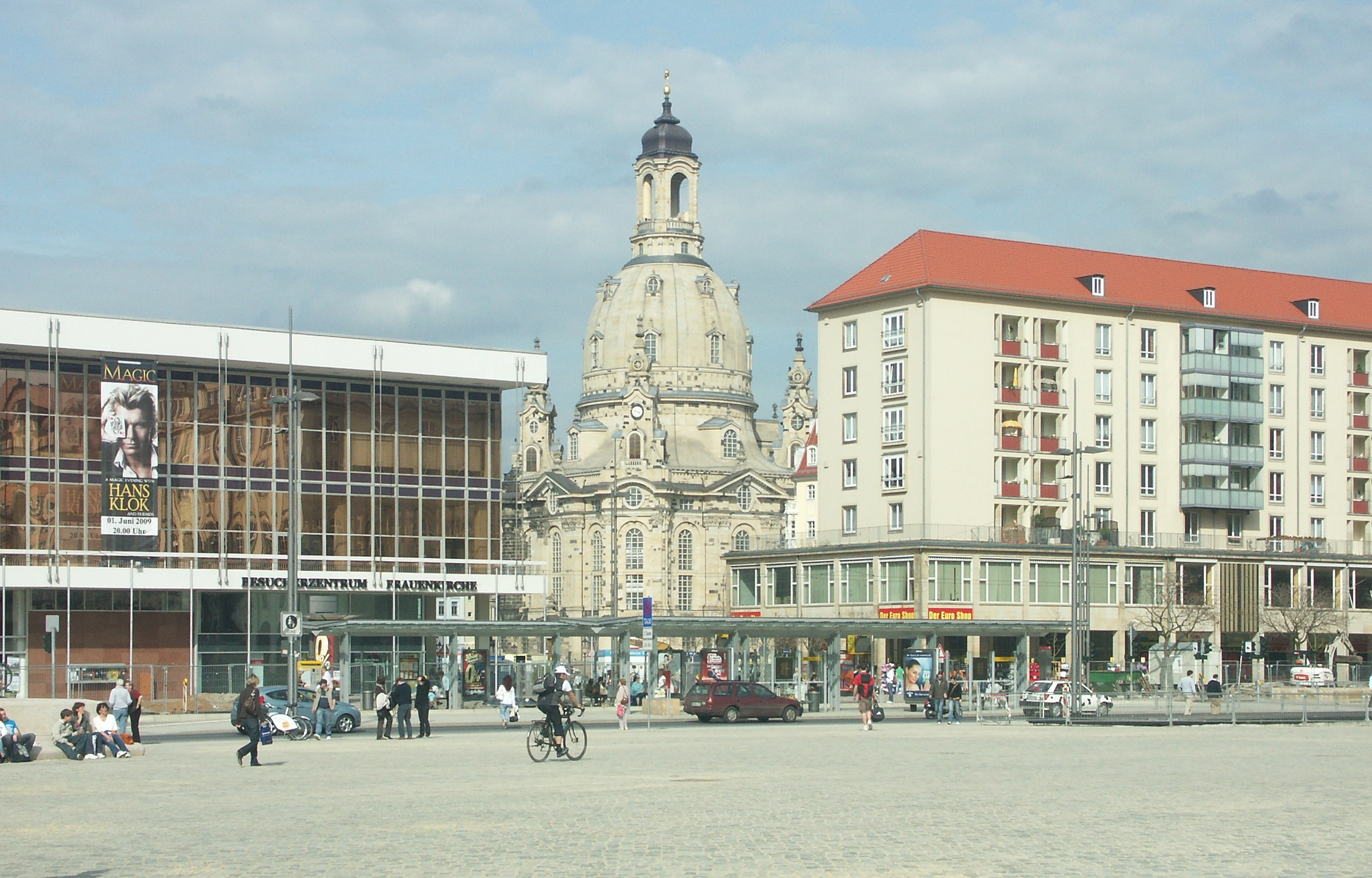
Nahansicht mit Frauenkirche und Zeilenbau an der Wilsdruffer Straße, 2009
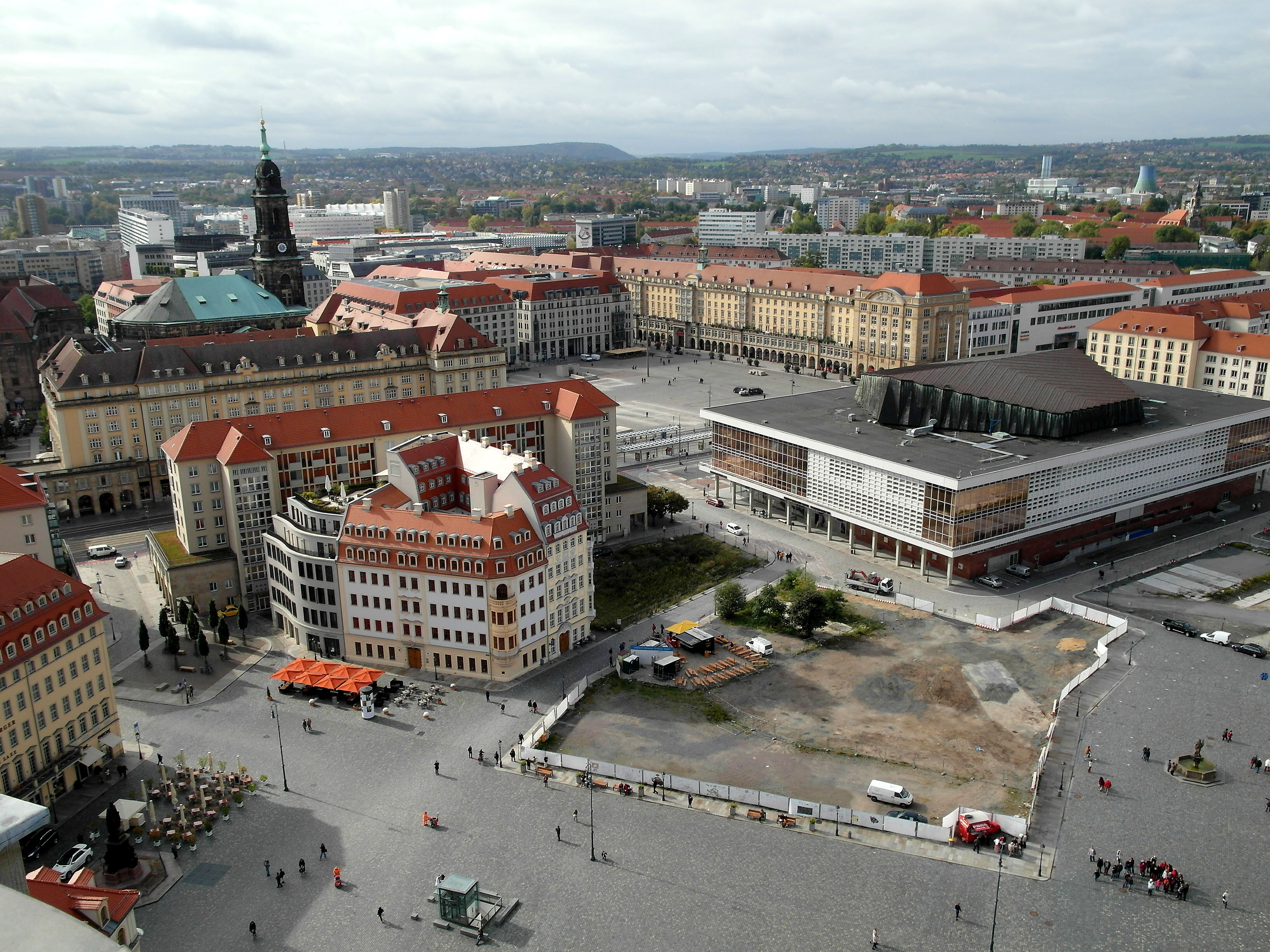
Blick von der Frauenkirche über den wiederentstehenden Neumarkt, Kulturpalast und Altmarkt, 2012
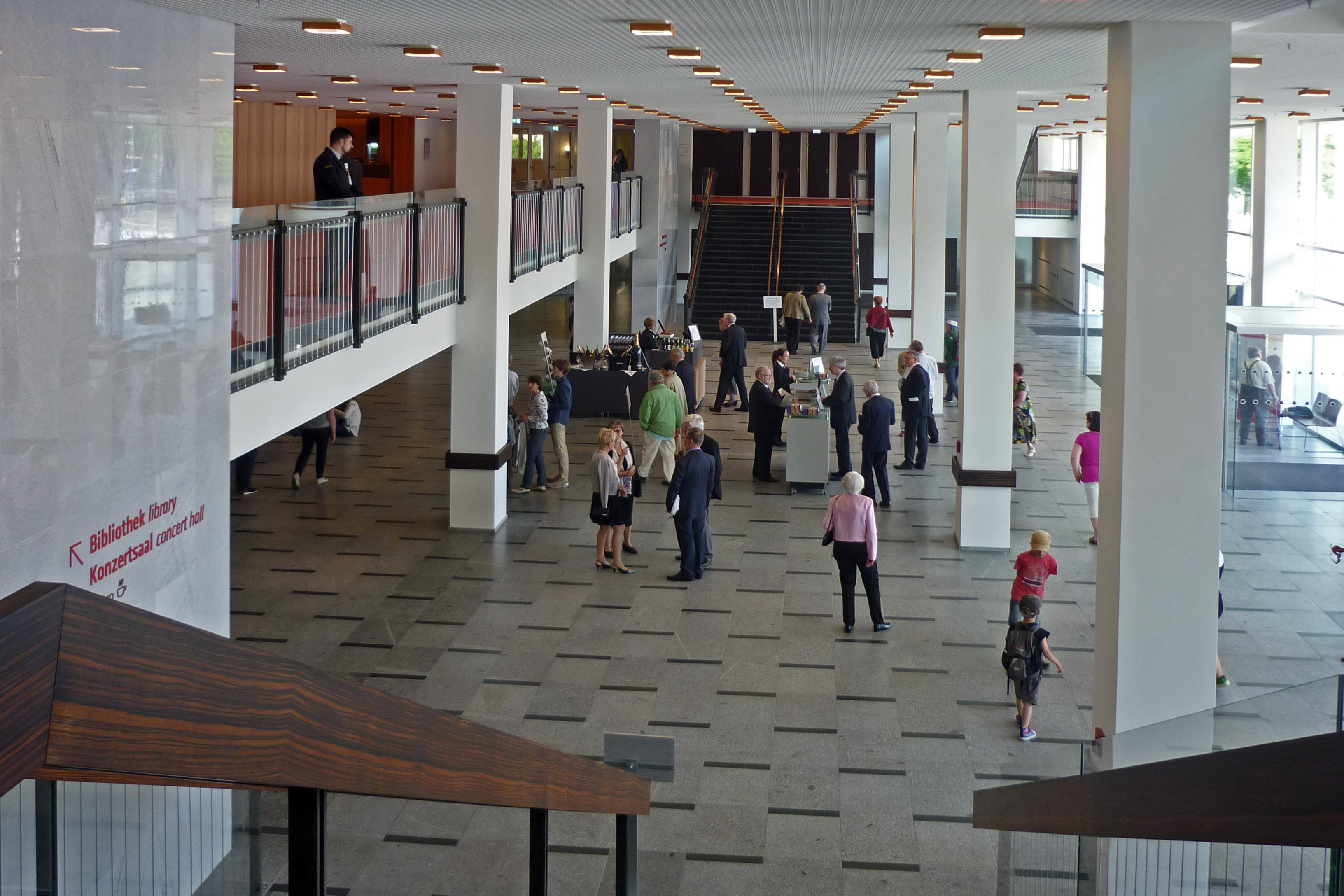
Foyer des Kulturpalastes
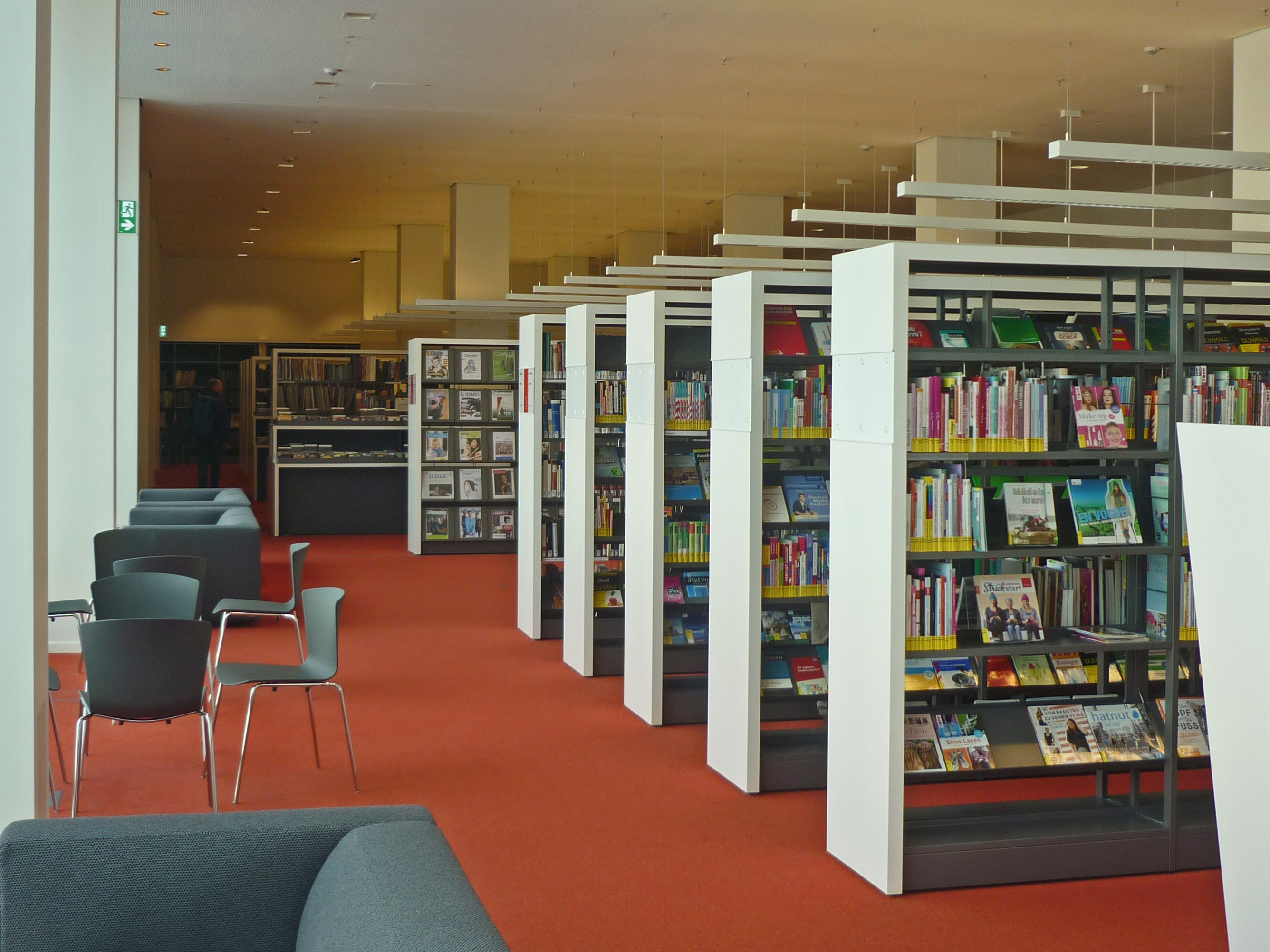
Zentralbibliothek der Städtischen Bibliotheken

## Umbau

### Umbauplanung
Im Oktober 2013 begannen die Umbauarbeiten am Kulturpalast. Der Festsaal sollte zu einem reinen Konzertsaal mit einer verringerten Kapazität als Spielstätte der Dresdner Philharmonie umgebaut werden. Studiobühne, Seminarräume und andere genutzten Bereiche des Kulturpalastes sollten als Spielstätte der Herkuleskeule und für den Büchereibetrieb der Städtischen Bibliothek umgestaltet werden, um die alten Standorte aufgeben zu können. Damit sollte neben der Kostenersparnis eine ganztägige Öffnung und Nutzung des Gebäudes und eine Nutzung durch unterschiedliche Alters- und Interessengruppen erreicht werden.

### Architekturwettbewerb
Zu diesem Zweck wurde durch die Landeshauptstadt ein Architekturwettbewerb ausgelobt, bei dem einstimmig und mit Empfehlung das Büro von Gerkan, Marg und Partner den 1. Preis gewann. Der Entwurf sah einen reinen Konzertsaal in Form eines Weinberges vor (ähnlich dem Saal des Gewandhauses in Leipzig), der gute Bedingungen für die Dresdner Philharmonie bieten soll.
Der Kulturpalast wurde mit dem DAM Preis für Architektur in Deutschland 2019 ausgezeichnet.

### Kritik am Umbau
Kritiker des Umbaues wie der Konzertveranstalter Bernd Aust verwiesen darauf, dass ein Umbau zu einem reinen Konzertsaal mit nur zwei Drittel der ursprünglichen Platzzahl einen großen Teil der Unterhaltungsveranstaltungen unmöglich oder unwirtschaftlich macht. Gleichzeitig lehnten mehrere Fraktionen des Dresdner Stadtrates den Umbau zunächst ab, da ein funktionierendes wirtschaftlich zu betreibendes Gebäude zerstört würde und der Substanzverlust sowie die Umbaukosten einen höheren Aufwand als der Neubau eines Konzertsaales darstellen würden. Unklar ist, warum der Stadtratsbeschluss von 2004, der eine Sanierung und eine akustische Ertüchtigung des Festsaales in Auftrag gab, nicht umgesetzt und durch einen erneuten mehrheitlichen Stadtratsbeschluss von 2008 wieder aufgehoben wurde.
Dieser Umbau kostete die Stadt Dresden mehr als 101 Millionen Euro Steuergelder, obwohl es einen Plan für eine privatwirtschaftliche Sanierung und Ergänzung des Kulturpalastes in den 2000er Jahren gab, welche keine Steuergelder gekostet hätte. Dieser Plan ging auf die Bauvereinigung „Unser Schönes Dresden“, die Sachsenbau Chemnitz unter Dr. Dieter Füsslein und den Architekten Hans Kollhoff zurück.

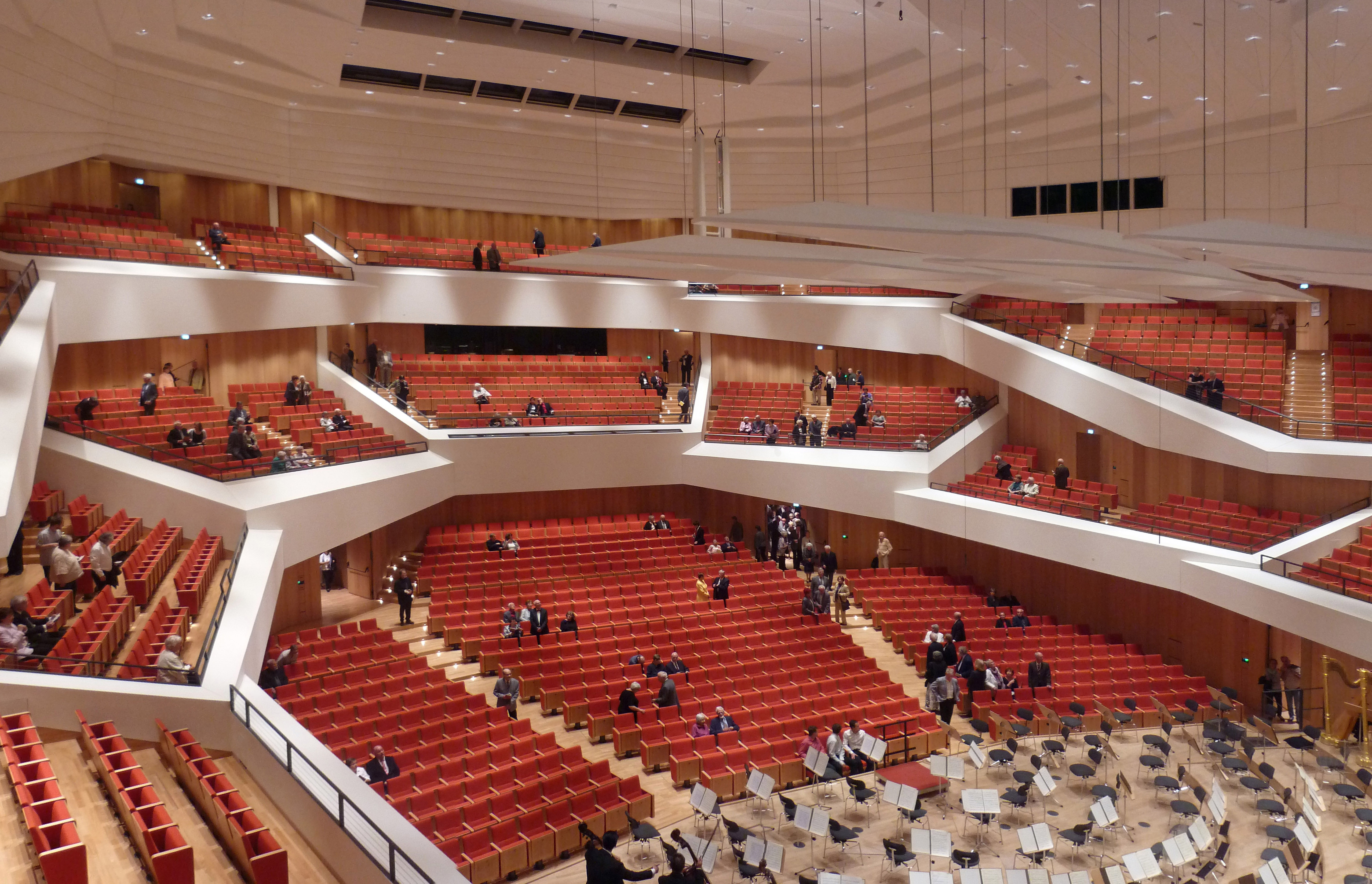
Der neue Konzertsaal

### Wiedereröffnung 2017

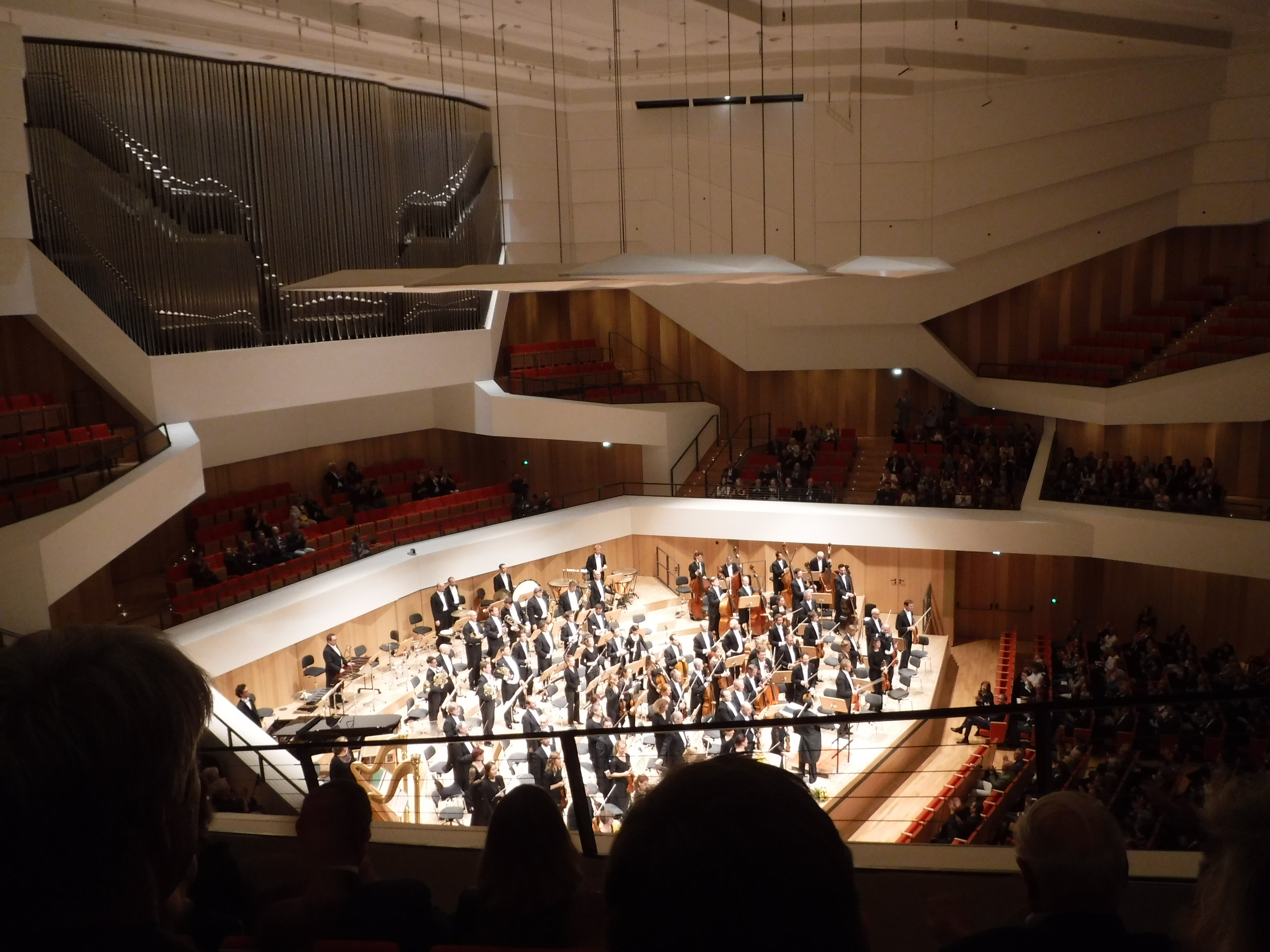
Die Dresdner Philharmonie und die Orgel im sanierten Kulturpalast

Der Kulturpalast wurde nach Umbau und Rekonstruktion am 28. April 2017 mit einem Festkonzert der Dresdner Philharmonie wiedereröffnet.  Der alte Festsaal wurde zum neuen Konzertsaal mit einer verringerten Kapazität von bis zu 1800 Plätzen umgebaut. Damit hat die Dresdner Philharmonie wieder ihre traditionelle Spielstätte zurückbekommen. Der neue Konzertsaal wird auch von internationalen Orchestern für Konzerte genutzt. Er wird bezüglich seiner Akustik von Musikern, Publikum und Presse gleichermaßen gelobt.
Außerdem haben jetzt auch die Städtischen Bibliotheken Dresden (Zentralbibliothek), das Dresdner Kabarett „Die Herkuleskeule“ und das Zentrum für Baukultur Sachsen (ZfBK Sachsen) hier ihr neues Domizil gefunden. Damit wurde eine ganztägige Öffnung und Nutzung des Gebäudes erreicht.
Das Problem eines adäquaten Multifunktionssaales wurde in diesem Zusammenhang nicht behandelt oder gelöst, sondern bleibt weiterhin offen (Stand: 2017).

## Orgeln

### Jehmlich-Orgel von 1970
Die Firma Jehmlich stellte im Jahr 1970 als Opus 905 eine Orgel im Großen Saal auf. Eine Pfeifenorgel in einer staatlichen, großen Kultureinrichtung war zur damaligen Zeit, als sich die sozialistische Kulturpolitik für Musik mit Orgelpart nur langsam öffnete, noch etwas Besonderes.
Das Instrument verfügte über 24 Register, die auf zwei Manualen und Pedal verteilt waren. Die einer Universalorgel entsprechende Disposition wurde in Zusammenarbeit mit dem Dresdner Orgelwissenschaftler Prof. Frank-Harald Greß erarbeitet. Die Orgel mit den Maßen (B × H × T) 7,4 m × 7,4 m × 1,5 m stand auf einem fahrbaren Stahlrahmen, auf welchem sie auf extra dafür gelegten Schienen auf die Bühne geschoben werden konnte. Diese geforderte Mobilität sowie Geldknappheit setzten allerdings der Größe der – für einen Saal mit damals weit über 2000 Sitzplätzen sehr bescheiden disponierten – Orgel deutliche Grenzen. Die Pfeifen standen auf drei Schleifladen, die Tontraktur war mechanisch und die Registertraktur elektropneumatisch.
Im Zuge des großen Umbaus des Konzertsaals wurde die Orgel 2012 abgetragen und nach einer Überholung im Jahr 2015 in der Propstei- und Pfarrkirche St. Maria Friedenskönigin in Cottbus wieder aufgebaut.
| I Hauptwerk C–f3 |                 |     |
| 1.               | Pommer          | 16′ |
| 2.               | Prinzipal       | 08′ |
| 3.               | Rohrflöte       | 08′ |
| 4.               | Oktave          | 04′ |
| 5.               | Flachflöte      | 02′ |
| 6.               | Rauschquinte II |     |
| 7.               | Mixtur VI       |     |
| 8.               | Solozimbel II   |     |
| 9.               | Trompete        | 08′ |

| II Schwellwerk C–f3 |                 |     |
| 10.                 | Spitzgambe      | 08′ |
| 11.                 | Gedackt         | 08′ |
| 12.                 | Prinzipal       | 04′ |
| 13.                 | Koppelflöte     | 04′ |
| 14.                 | Oktave          | 02′ |
| 15.                 | Sifflöte        | 01′ |
| 16.                 | Sesquialtera II |     |
| 17.                 | Scharf V        |     |
| 18.                 | Rohrschalmei    | 16′ |
|                     | Tremulant       |     |

| Pedal C–f1 |               |     |
| 19.        | Subbaß        | 16′ |
| 20.        | Prinzipalbaß  | 08′ |
| 21.        | Gemshorn      | 04′ |
| 22.        | Hintersatz VI |     |
| 23.        | Posaune       | 16′ |
| 24.        | Klarine       | 04′ |

- Koppeln: II/I, I/P, II/P
- Spielhilfen: 4 freie Kombinationen, Tutti, Zungen ab, Einzelzungenabsteller

### Eule-Orgel von 2017

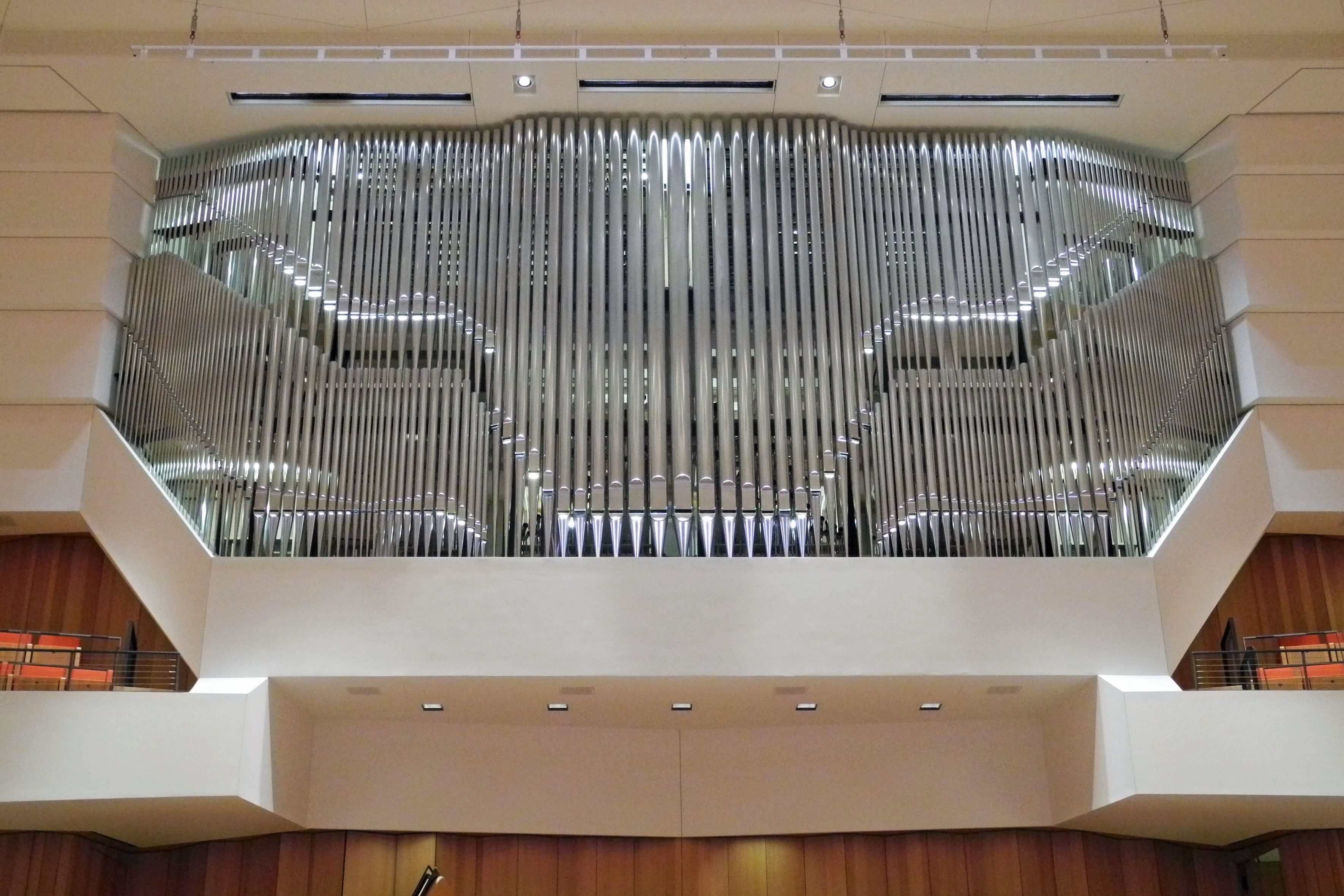
Prospekt der Eule-Orgel

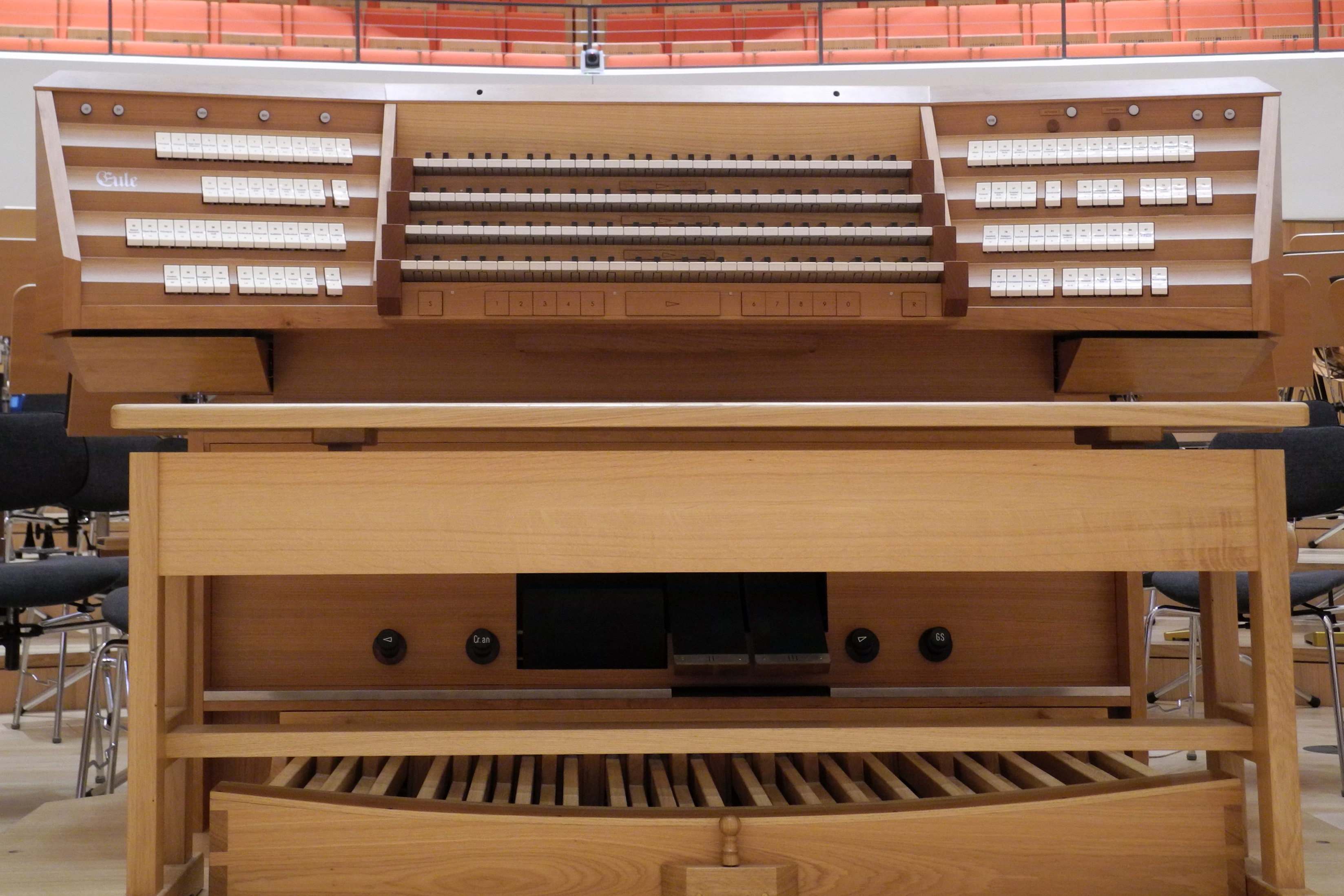
Spieltisch der Eule-Orgel

Am 8. September 2017 wurde die neue Konzertorgel eingeweiht, die von der Firma Hermann Eule Orgelbau Bautzen gebaut wurde. Die Finanzierung übernahm zum größten Teil der Förderverein der Dresdner Philharmonie, wesentlich unter seinem Vorsitzenden George Gerard Arnhold.
Das neue Schleifladeninstrument hat 55 Register (zuzüglich 6 Transmissionen und 7 Extensionen) mit 4013 klingenden Pfeifen, die auf vier Manuale und Pedal verteilt sind. Es misst im Hauptteil 14,7 Meter in der Breite, 3,3 Meter in der Tiefe und 8,5 Meter in der Höhe, und wiegt ca. 20,5 Tonnen. Die Trakturen sind elektrisch, der Spieltisch fahrbar. Eine Besonderheit des Instruments ist das Register French Horn, welches im II. Manualwerk in einem eigenen Schweller aufgestellt und als Soloregister vom IV. Manual aus anspielbar ist. Die Register des frei ankoppelbaren Bombardewerks sind im Schwellkasten des III. Manualwerks aufgestellt.
| I Hauptwerk C–a3 |                     |        |
| 1.               | Principal           | 16′    |
| 2.               | Principal           | 08′    |
| 3.               | Large open Diapason | 08′    |
| 4.               | Flute major         | 08′    |
| 5.               | Cello               | 08′    |
| 6.               | Erzähler            | 08′    |
| 7.               | Octave              | 04′    |
| 8.               | Hohlflöte           | 04′    |
| 9.               | Quinte              | 02 ⁄3′ |
| 10.              | Octave              | 02′    |
| 11.              | Mixtur IV–V         | 02′    |
| 12.              | Cornet III–V        | 02′    |
| 13.              | Trompete            | 08′    |

| II Schwellwerk C–a3 |                        |         |
| 14.                 | Liebl. Gedackt         | 16′     |
| 15.                 | Geigenprincipal        | 08′     |
| 16.                 | Salicional             | 08′     |
| 17.                 | Doppelflöte            | 08′     |
| 18.                 | Rohrflöte              | 08′     |
| 19.                 | Geigenoctave           | 04′     |
| 20.                 | Flöte                  | 04′     |
| 21.                 | Nasard                 | 02 ⁄3′  |
| 22.                 | Flautino               | 02′     |
| 23.                 | Terz                   | 01 3⁄5′ |
| 24.                 | Progressio III–V       | 02′     |
| 25.                 | Cor anglais            | 16′     |
| 26.                 | Cornopean              | 08′     |
| 27.                 | Clarinette             | 08′     |
|                     | French Horn (= Nr. 45) | 08′     |
|                     | Tremulant              |         |

| III Récit-Orchestral C–a3 |                        |         |
| 28.                       | Viola                  | 16′     |
| 29.                       | Principal              | 08′     |
| 30.                       | Viol d’orchestre       | 08′     |
| 31.                       | Concert Flute          | 08′     |
| 32.                       | Zartgedackt            | 08′     |
| 33.                       | Aeoline                | 08′     |
| 34.                       | Vox coelestis (ab G) 0 | 08′     |
| 35.                       | Quintatön              | 08′     |
| 36.                       | Fugara                 | 04′     |
| 37.                       | Flute octaviante       | 04′     |
| 38.                       | Octavin                | 02′     |
| 49.                       | Viol-Cornett III       | 03 1⁄5′ |
| 40.                       | Plein jeu V            | 04′     |
| 41.                       | Orchestral Oboe        | 08′     |
| 42.                       | Voix Humaine           | 08′     |
|                           | Tremulant              |         |

| IV Solo |             |     |
|         | offen       |     |
| 43.     | Melodia     | 08′ |
| 44.     | Tuba sonora | 08′ |
|         | schwellbar  |     |
| 45.     | French Horn | 08′ |

| Bombarde |                      |     |
| 46.      | Bombarde             | 16′ |
| 47.      | Trompette harmonique | 08′ |
| 48.      | Clairon harmonique   | 04′ |

| Pedal C–g1 |                           |     |
| 49.        | Grand Bourdon             | 32′ |
| 50.        | Open Wood                 | 16′ |
|            | Principal (= Nr. 1)       | 16′ |
| 51.        | Violon                    | 16′ |
|            | Subbass (Ext. Nr. 49)     | 16′ |
|            | Gedacktbass (= Nr. 14)    | 16′ |
|            | Dulcianabass (= Nr. 28) 0 | 16′ |
| 52.        | Octavbass                 | 08′ |
| 53.        | Violoncello (Ext. Nr. 51) | 08′ |
|            | Bassflöte (Ext. Nr. 49)   | 08′ |
|            | Salicetbass (= Nr. 16)    | 08′ |
|            | Bourdonbass (= Nr. 32)    | 08′ |
|            | Octave (Ext. Nr. 53)      | 04′ |
|            | Bassflöte (Ext. Nr. 49)   | 04′ |
| 54.        | Contraposaune             | 32′ |
|            | Posaune (Ext. Nr. 54)     | 16′ |
| 55.        | Trompetenbass             | 08′ |
|            | Clairon (Ext. Nr. 55)     | 04′ |

- Koppeln:
  - 10 Normalkoppeln: IV/I, III/I, II/I, III/II, III/I, II/I, I/P, II/P, III/P, IV/P
  - 5 Normalkoppeln Bombardenwerk (floating, an alle Manuale und das Pedal)
  - 5 Suboktavkoppeln: III/III, III/I, II/II, II/I, I/I
  - 5 Superoktavkoppeln: III/III, III/I, II/II, II/I, IV/P
- Spielhilfen
- Schleifladen, 14 große Windladen, 18 Einzeltonladen
- 10 Magazinbälge, 3 Vorbälge, 2 Normaldruck und 1 Hochdruckventilator
- elektrische Spiel- und Registertraktur, BUS-System, Setzeranlage System Eule, MIDI-Aufzeichnungsfunktion
- Stimmton: 443 Hz bei 21 °C, Stimmungsart: gleichschwebend
- 4.013 klingende Pfeifen, davon 223 Pfeifen aus 6 Registern im Prospekt (dort zuzüglich 96 Blindpfeifen).
- größte Pfeife: Contraposaune 32′, C, 9,23 m, größte Prospektpfeife: Principal 16′, 6,73 m[21]